# Enniskerry

Enniskerry (Áth na Scairbhe na língua irlandesa) é uma vila pituresca situada no Condado de Wicklow, Irlanda, com uma população estimada em 2.672 habitantes segundo dados dos censos provisórios de 2006.